# Zündmittel

Zündmittel, nach ADR typischerweise 1.4 Stoffe und Gegenstände, mit geringer Explosionsgefahr – Auswirkungen bleiben auf das Versandstück beschränkt

Zündmittel der Sprengtechnik und Anzündmittel der Pyrotechnik sind Hilfsmittel, die zum Auslösen einer Explosion dienen. Sie stellen die nötige Initialenergie für die chemischen Reaktionen von explosiven Stoffen zur Verfügung.
Man unterscheidet:
- sprengkräftige Zündmittel, die für Sprengladungen bestimmt sind und explosionsfähige Stoffe enthalten. Die Zündung eines Explosivstoffes setzt die Detonation in Gang.
- Initialzünder – Diese gehen allein auf pyrotechnische Anzündung hin in Detonation über. (Alle anderen Zünder detonieren nur, wenn sie selbst von einer Detonation angeregt werden.)
- pyrotechnische Anzündmittel, die keine für eine Detonation ausreichende Energie zur Verfügung stellen

Einfachste thermische Anzündmittel sind das Streichholz und das Feuerzeug, einfachstes elektrische Anzündmittel sind ein Piezogenerator oder ein Kurbelinduktor.
Im Gegensatz zur elektrischen Zündung wird die direkte Verwendung von Zündmitteln als pyrotechnische Zündung bezeichnet – die direkte Verwendung von Sprengzündern ist aufgrund der Gefahr nur in militärischen Sprengmitteln (Bomben und Ähnliches) üblich.

## BegriffsklärungZünden–Anzünden
Unter Anzünden versteht man das Auslösen eines Abbrandes (Deflagration), unter Zünden hingegen das Auslösen einer Detonation. Beide Formen werden unter dem Begriff Explosion zusammengefasst. Der Unterschied der beiden Formen liegt darin, ob der Zündvorgang im Material die Schallgeschwindigkeit übersteigt oder nicht. Im ersten Falle entsteht eine Stoßwelle, die Detonationswelle, in der die Flammfront mit der Stoßfront zusammenfällt, wodurch im Sprengstoff die extrem hohe Initialenergie überwunden wird, die den chemischen Vorgang in Gang setzt, der die Detonationsenergie freisetzt.
Mit einem Anzündmittel können daher keine Sprengstoffe gezündet werden, wohl aber pyrotechnische Sätze oder Sprengkapseln, die eine Initialladung enthalten. Die sprengkräftigen Zünder und die Initialzünder detonieren selbst und können daher Sprengstoff zünden.
Die Unterscheidung zwischen Zünd- und Anzündmittel wird im ADR festgelegt, wo der Unterschied entscheidenden Einfluss auf die Gefahrgutklasse eines Zündmittels sowie den erlaubten Zusammentransport mit Sprengstoffen hat. Im Sprachgebrauch wird allgemein meist nur „Zündmittel“ für alle Arten verwendet.

## Zündmittel der Sprengtechnik
Zu den Zündmitteln gehören Sprengzünder und Sprengkapseln, die den notwendigen Druck und die Zündtemperatur erzeugen.
- Sprengschnüre enthalten einen brisanten Sprengstoff wie etwa Pentaerythrittetranitrat (PETN) und übertragen die Detonation einer Sprengkapsel auf verschiedene Sprengladungen mit einer Geschwindigkeit von bis zu 8400 m/s.
- In den meisten technischen Anwendungen der Sprengstoffe werden heute elektrische Zünder eingesetzt. Im Abbruch kommen auch nichtelektrische Zünder zum Einsatz.

## Anzündmittel in der Feuerwerkerei
In der Feuerwerkerei unterscheidet man drei Arten der Zündung:
- Handzündung: Direkte Zündung mit offenem Feuer. Diese Zündart wird heute nur mehr in der Kleinfeuerwerkerei wie Feuerwerksraketen für Privatgebrauch, Leuchtmittel und Ähnliches eingesetzt. In der gewerblichen Feuerwerkerei wird die Methode wegen der Risiken durch die Nähe zum Abbrandplatz nur in Ausnahmen und von Spezialisten mit großer Erfahrung und unter besonderen Sicherheitsmaßnahmen verwendet. 
Typische Anzündmittel für die Handzündung sind:
  - Zündlicht – ein spezieller Magnesiumsatz, der wasserunempfindlich im Abbrand ist
  - Zündschnuranzünder – eine Papphülse mit Reibkopf
  - Abreißanzünder – diese sind meist in einen Artikel integriert
- Zündung durch Verzögerungseinrichtung: Tatsächlich sind alle marktüblichen Feuerwerkseffekte zumindest mit ein paar Sekunden verzögert, damit sich der Anzündende entfernen kann. Das Anbringen von Verzögerungen an einem pyrotechnischen Gegenstand, und das miteinander verbinden mehrerer Effekte bezeichnet man als Verleiten. Es ist ausschließlich dem geprüften Pyrotechniker gestattet. Das Verleiten bildet die Basis des klassischen Feuerwerks, indem die Effekte zu einem kontrollierten Ablauf zusammengeschlossen werden, der dann das eigentliche Feuerwerk ergibt. Verwendet werden:
  - Zündschnüre, die die Anzündung auf den Gegenstand übertragen
  - Verzögerer, entweder als vorgefertigtes Produkt mit Verzögerungszeiten von 2, 3 oder 4 Sekunden, oder mittels langsambrennender Zündschnüre (Zeitzündschnur, Anzündlitze, China-Zündschur, Sumpfzündschnur)
  - Gebündelte Effekte, das sind pyrotechnische Effekte, bei denen schon ab Werk mehrere Einzeleffekte verleitet sind. Bekannteste Vertreter sind die Cakeboxen oder römische Lichter mit mehreren Schüssen.
- Elektrische Anzündung: Auch in der gewerblichen Feuerwerkerei hat der Elektrozünder (Brückenzünder) die klassischen Methoden verdrängt. Die Vorbereitung beschränkt sich auf das Verkabeln, und der eigentliche Schuss erfolgt mit einer Zündmaschine, oder sogar einem Zündcomputer. Ein Verleiten ist im Allgemeinen nicht mehr nötig, jeder Effekt erhält einen eigenen Elektrozünder, und wird von der Zündanlage zehntelsekundengenau angesteuert. Dazu verfügen modern ausgerüstete Pyrotechniker über Zündmaschinen mit etlichen Dutzend oder Hunderten einzelner Zündlinien. Das Feuerwerk kann dann aus der Entfernung abgebrannt werden.

Anzündmittel sind nach ADR im Regelfall der Gefahrenklasse 1.4G Pyrotechnischer Stoff oder Gegenstand mit pyrotechnischem Stoff, mit geringer Explosionsgefahr zugeordnet.